# Frank Ney
Pour les articles homonymes, voir Ney.
Frank James Ney (12 mai 1918-24 novembre 1992) est un homme politique canadien de la Colombie-Britannique. Il est député provincial libéral de la circonscription britanno-colombienne de Nanaimo de 1969 à 1972.
Frank Ney sert aussi comme maire de Nanaimo pendant 21 ans. Il était reconnu pour sa personnalité extravertie l'amenant à se déguiser en pirate lors d'apparitions publiques, ainsi que pour son rôle dans le développement de course de baignoires de Nananimo à Vancouver à travers le détroit de Géorgie.

## Biographie
Né à Londres en Angleterre, Ney sert dans la Royal Air Force et dans l'Aviation royale canadienne pendant la Seconde Guerre mondiale. Résident de Nanaimo dès 1946, il sert comme maire de la ville de 1968 à 1984, ainsi que de 1987 à 1990 année de sa défaite contre Joy Leach (en).
Ney meurt à Nanaimo en novembre 1992 à l'âge de 

## Hommages
Une statue en bronze sculptée par Jack Harman (en) le représentant en pirate est présente sur le site de Swy-a-Lana Lagoon dans le centre-ville de Nanaimo.
La biographie rédigée par Paul Gogo (en) et nommé Frank Ney: A Canadian Legend raconte des histoires et des souvenirs sur Frank Ney.
L'école Frank J. Ney Elementary School de Nanaimo est nommée en son honneur.
Le personnage du maire Frank Ney dans l'épisode 18 de la saison 1 de la série télévisée Bones rappelle, avec son costume de pirate, le maire de Nanaimo.